# Capri naturreservat

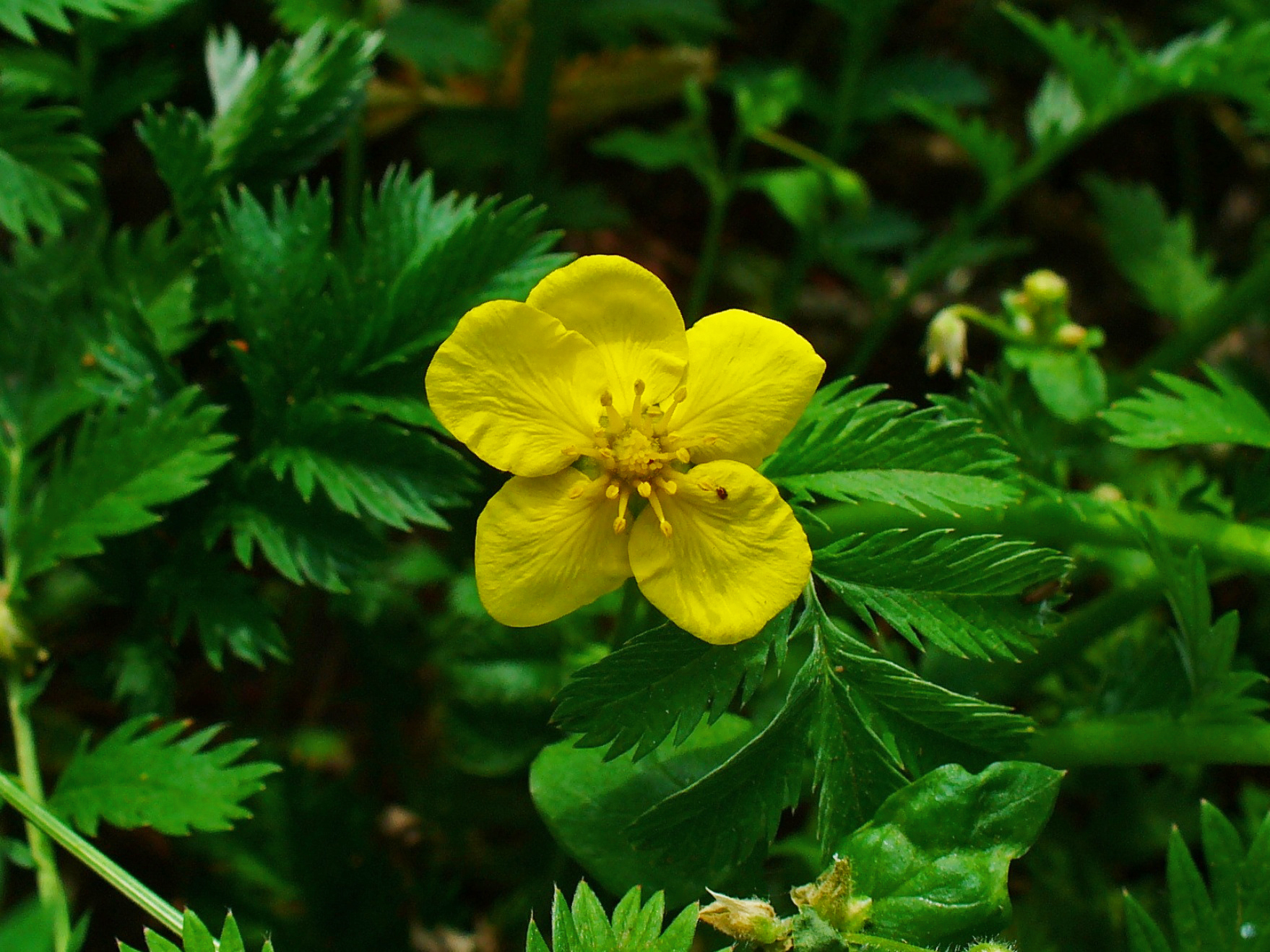
Gåsört

Capri är ett naturreservat i Skee socken i Strömstads kommun i Bohuslän.
Området är skyddat sedan 1978 och omfattar 12 hektar. Det är beläget på fastlandet nordväst om Strömstad vid Långörännans nordliga del. 
Capri utgör ett strandparti med klipp- och sandstränder i ett skogfattigt skärgårdslandskap.
På hällmarkerna mot havet finns en sparsam vegetation med framför allt ris och lavar. Med klipp- och sandstränderna finns goda förutsättningar för bad och friluftsliv. 
Trots att området domineras av bohuslänska klippor, finns det ett flertal växter i skrevorna. Man kan finna baldersbrå, besksöta, blåklocka, blodnäva, blodrot, brunört, fackelblomster, flockfibbla, gråfibbla, gul fetknopp, gulmåra, gåsört, johannesört m.fl.
Udden utgör Sveriges näst västligaste fastlandspunkt efter Ledsund. Naturreservatet nära omsluter semesteranläggningen Capri.
Området ingår i EU:s ekologiska nätverk av skyddade områden, Natura 2000.